# Мезёкёвешд
Мезёкёвешд (венг. Mezőkövesd) — город на северо-востоке Венгрии в пятидесяти километрах от столицы медье — города Мишкольца. Население — 17 841 человек (2001).

## Население
| Год  | Численность | Численность |
| ---- | ----------- | ----------- |
| 2013 | 16 644      | [ 2 ]       |
| 2014 | 16 502      | [ 3 ]       |
| 2018 | 16 107      | [ 4 ]       |
| 2022 | 15 504      | [ 5 ]       |
| 2023 | 15 588      | [ 6 ]       |
| 2024 | 15 541      | [ 1 ]       |

## Города-побратимы
- Бад-Зальцунген, Германия
- Жоры, Польша
- Рюдесхайм-на-Рейне, Германия